# Nessym Guetat
Nessym Guetat, né le 18 mai 1973, est un acteur belge. Après avoir travaillé en Belgique jusqu'en 2006, il officie en France depuis cette même année.
Essentiellement actif dans le doublage, il est la voix française régulière de Frank Grillo, Taylor Lautner (depuis la saga Twilight), Marwan Kenzari, Ed Westwick et Alexander Skarsgård. Il est aussi la voix du personnage Miaouss dans les huit premières saisons de la série d'animation Pokémon et Seto Kaiba dans Yu-Gi-Oh!.

## Biographie
Né en Belgique, Nessym Guetat a suivi une formation initiatique au théâtre puis des cours d'art dramatique. Il est alors apparu à la télévision dans La Veuve de l'architecte (1995) et L'Avare, (1999).
Il officie également dans le doublage en Belgique jusqu'en 2004, puis déménage en France, où il officie depuis. Il devient alors la voix française régulière de Frank Grillo, Taylor Lautner (depuis la saga Twilight), Ed Westwick (dont Gossip Girl) et Alexander Skarsgård (dont True Blood).
En 2008, il joue le rôle de Trissotin dans Les Femmes savantes de Molière au Théâtre du Nord Ouest à Paris.
En parallèle de son activité de comédien, il compose des versions instrumentales pour divers médias (dont La Compagnie des Glaces pour France 2, en 2006). En 2013, il compose aussi la musique de la chanson Love Me, écrite et interprétée par Paolo Domingo.

## Théâtre
- 2008 : Les Femmes savantes de Molière, au Théâtre du Nord Ouest

## Filmographie

### Télévision
- 1995 : La Veuve de l'architecte de Philippe Monnier : Paolo
- 1999 : L'Avare de Mike Roeykens : ?

## Doublage
Sources : RS Doublage, Doublage Séries Database, Planète Jeunesse

### Cinéma

#### Films
- Frank Grillo dans (12 films) :
  - Mother's Day (2010) : Daniel Sohapi
  - Warrior (2011) : Franck
  - Le Territoire des loups (2012) : John Diaz
  - End of Watch (2012) : Sarge
  - Zero Dark Thirty (2012) : le commandant des officiers de l'escadron
  - Homefront (2013) : Cyrus Hanks
  - American Nightmare 2: Anarchy (2014) : Leo Barnes
  - American Nightmare 3 : Élections (2016) : Leo Barnes
  - Représailles (2018) : Jacob
  - Boss Level (2021) : Roy Pulver
  - Hitman and Bodyguard 2 (2021) : l'agent Bobby O'Neill
  - Ida Red (en) (2021) : Dallas Walker

- Taylor Lautner dans (10 films) :
  - Twilight, chapitre I : Fascination (2008) : Jacob Black
  - Twilight, chapitre II : Tentation (2009) : Jacob Black
  - Twilight, chapitre III : Hésitation (2010) : Jacob Black
  - Twilight, chapitre IV : Révélation, 1re partie (2011) : Jacob Black
  - Identité secrète (2011) : Nathan Price
  - Twilight, chapitre V : Révélation, 2e partie (2012) : Jacob Black
  - Copains pour toujours 2 (2013) : Andy
  - Tracers (2014) : Cam
  - The Ridiculous 6 (2015) : Lil' Pete Stockburn
  - Home Team (2022) : Troy Lambert

- Alexander Skarsgård dans (9 films) :
  - Chiens de paille (2011) : Charlie
  - Disconnect (2012) : Derek Hull
  - Battleship (2012) : Stone Hopper
  - The Diary of a Teenage Girl (2015) : Monroe
  - Aucun homme ni dieu (2018) :  Vernon Sloane
  - Cœurs ennemis (2019) : Stefan Lubert
  - Crime de guerre (en) (2019) : le sergent Deeks
  - Clair-obscur (2021) : John Bellew
  - Lee Miller (2024) : Roland Penrose

- Ed Westwick dans (6 films) :
  - Périmètre mortel (2008) : Joey
  - Donnie Darko 2 : L'Héritage du sang (2009) : Randy
  - J. Edgar (2011) : Agent Smith
  - Roméo et Juliette (2013) : Tybalt
  - Freaks of Nature (2015) : Milan Pinache
  - Enemy Lines (2020) : le major Kaminsky

- Tony Hale dans (4 films) :
  - Les Flingueuses (2013) : John
  - American Ultra (2015) : agent Peter Douglas
  - Transformers: The Last Knight (2017) : l'ingénieur JPL
  - Being the Ricardos (2021) : Jess Oppenheimer jeune

- Marwan Kenzari dans (4 films) : 
  - Seven Sisters (2017) : Adrian Holmes
  - Le Crime de l'Orient-Express (2017) : Pierre Michel
  - L'Ange du Mossad (2018) : Ashraf Marwan
  - Aladdin (2019) : Jafar

- Arian Moayed dans (4 films) :
  - Spider-Man: No Way Home (2021) : l'agent Cleary
  - Retribution (2023) : Sylvain
  - House of Spoils (en) (2024) : Andreas
  - Fountain of Youth (2025) : l'inspecteur Jamal Abbas

- Jose Pablo Cantillo dans : 
  - Hyper Tension (2007) : Rocky Verona
  - Cherry (2021) : le sergent Drill Deco

- Ken Marino dans : 
  - Les Grands Frères (2008) : Jim Stanson
  - Le Catcheur masqué (2020) : Frankie

- Michael Peña dans :
  - World Invasion: Battle Los Angeles (2011) : Joe Rincorn
  - Inarrêtable (2024) : Bobby Williams

- Stephen Fung dans :
  - Tai Chi Hero (en) (2012) : Nan
  - Tai Chi 0 (2012) : Nan

- Karan Soni dans : 
  - SOS Fantômes (2016) : Bennie
  - Unicorn Store (2017) : Kevin

- Riz Ahmed dans :
  - Jason Bourne (2016) : Aaron Kalloor
  - Invasion (2021) : Malik Khan

- 1992[n 1] : Break Out : Crasher (James LeGros) et le chanteur de rock (Robert Knepper) (1er doublage)
- 1998 : A Murder of Crows : Lawson Russell (Cuba Gooding Jr.)
- 2000 : Crocodile : ? (?)
- 2001 : Petite arnaque entre amis : Fishman (Matthew Lillard)
- 2002 : Big Trouble : Puggy (Jason Lee)
- 2004 : Spartan : Gaines (Steven Culp)
- 2005 : Miss FBI : Divinement armée : Jeff Foreman (Enrique Murciano)
- 2005 : Fog : Sean Castle (Matthew Currie Holmes)
- 2005 : Match Point : l'agent de police (Toby Kebbell)
- 2005 : XXX2: The Next Level : ? (?)
- 2006 : Da Vinci Code : Michael (Seth Gabel)
- 2006 : Coast Guards : Danny Doran (Peter Gail)
- 2006 : Stay Alive : Miller Banks (Adam Goldberg)
- 2006 : Le Labyrinthe de Pan : Garcés (Manolo Solo)
- 2006 : Dance with Me : Danjou (Elijah Kelley)
- 2006 : Comme il vous plaira : Orlando De Boys (David Oyelowo)
- 2006 : Ma vie avec Hannah : Jan (Matthias Brandt)
- 2006 : Les Lois de la famille : Ariel Perelman (Daniel Hendler)
- 2006 : DOA: Dead or Alive : Weatherby (Steve Howey)
- 2007 : Les Cerfs-volants de Kaboul : Amir Chadiri (Khalid Abdalla)
- 2007 : Miss Campus : Tyler Prince (Matt Long)
- 2007 : Wind Chill : le jeune homme (Ashton Holmes)
- 2007 : À vif : Reed Bryant (Rafael Sardina)
- 2007 : Le Goût de la vie : John (Eric Silver)
- 2007 : Smiley Face : Mikey (John Cho)
- 2007 : Prémonitions : Doug Caruthers (Mark Famiglietti)
- 2008 : Cloverfield : Rob Hawkins  (Michael Stahl-David)
- 2008 : Speed Racer : Taejo Togokahn (Rain)
- 2008 : 27 robes : Trent (Maulik Pancholy)
- 2008 : Love Gourou : Rajneesh (Manu Narayan (en))
- 2008 : Jodhaa Akbar : Jalâluddin Muhammad Akbar (Hrithik Roshan)
- 2008 : Cœur d'encre : Farid (Rafi Gavron)
- 2008 : The Wrestler : Dr Moayedizadeh (Armin Amiri)
- 2009 : The Tournament : Rob (Iddo Goldberg)
- 2010 : Mords-moi sans hésitation : Jacob White  (Chris Riggi)
- 2010 : The Dinner : Kieran Vollard  (Jemaine Clement)
- 2010 : Crazy Night : Brad Sullivan (Mark Ruffalo)
- 2010 : L'Apprenti sorcier : ? (?)
- 2010 : Bébé mode d'emploi : Alan Burke (Reggie Lee)
- 2011 : Far Away : Les Soldats de l'espoir : Tatsuo Hasegawa (Joe Odagiri)
- 2011 : Tatanka : Rosario (Carmine Recano)
- 2011 : Il n'est jamais trop tard : Dell Gordo (Wilmer Valderrama)
- 2012 : To Rome with Love : Leonardo  (Lino Guanciale)
- 2012 : Cloud Atlas : M. Hotchkiss (Andrew Havill)
- 2012 : Mille mots : Dr Sinja (Cliff Curtis)
- 2012 : Flight : Dr Kenan (Ravi Kapoor (en))
- 2012 : Zero Dark Thirty : John (Scott Adkins)
- 2013 : Dallas Buyers Club : David Wayne (Dallas Roberts)
- 2013 : The Iceman : Terry Franzo (Ryan O'Nan (en))
- 2014 : 22 Jump Street : Rooster (Jimmy Tatro)
- 2016 : Dead Rising: Endgame : Garth (Patrick Sabongui (en))
- 2016 : 13 Hours : ? (?)
- 2016 : Lion : Mantosh Brierley (Divian Ladwa (en))
- 2017 : Sandy Wexler : Firuz (Rob Schneider)
- 2017 : Undercover Grandpa (en) : le père de Jake (Jonathan Higgins)
- 2017 : Escale à trois : Anuj (Kal Penn)
- 2018 : En eaux troubles : Toshi (Masi Oka)
- 2018 : Paul, Apôtre du Christ : Eubulus (Kenneth Spiteri)
- 2019 : Bad Education : David Bhargava (Hari Dhillon (en))
- 2019 : Mosul : le colonel Kaveh Isfahani (Waleed Elgadi)
- 2019[8] : La Loi de Téhéran : Mohammad Ali (Mohammad Ali Mohammadi)
- 2020 : 40 ans, toujours dans le flow : Archie (Peter Y. Kim)
- 2020 : Superintelligence : le diplomate indien (Ash Thapliyal)
- 2020 : Books of Blood : Dan (Saad Siddiqui)
- 2021 : Dangerous : Dylan Forrester (Scott Eastwood)
- 2022 : The Gray Man : Avik San (Dhanush)
- 2022 : Meurtres sans ordonnance : ? (?)
- 2022 : Les Nageuses : Sven (Matthias Schweighöfer)
- 2022 : Le Festival des troubadours (tr) : Salim (Uğur Uzunel (tr))
- 2022 : Emily the Criminal : Javier (Bernardo Badillo)
- 2022 : Il croit au père Noël (de) : Assan (Sachin Bhatt)
- 2023 : Noise : Timme (Jesse Mensah)
- 2023 : Excroissance : Cristean (Desmin Borges (en))
- 2023 : Royalteen : Princesse Margrethe (it) : Per Christian (Serhat Yıldırım)
- 2023 : Tu peux oublier ma bat-mitzva ! (en) : ? (?)
- 2023 : Fair Play : Arjun (Sia Alipour)
- 2023 : Séminaire (sv) : ? (?)
- 2023 : Thanksgiving : La Semaine de l'horreur : ? (?)
- 2024 : Air Force One Down : ? (?)
- 2024 : À la conquête de Billy Walsh : Rupert « Ru » Brown (Kunal Nayyar)
- 2024 : Our Little Secret : le prêtre (Kurt Yue)
- 2025 : L'Ombre d'Emily 2 : Darren (Andrew Rannells)

#### Films d'animation
- 1998 : Pokémon, le film : Mewtwo contre-attaque : Miaouss
- 2000 : Pokémon 2 : Le pouvoir est en toi : Miaouss et un journaliste
- 2001 : Pokémon 3 : Le Sort des Zarbi : Miaouss
- 2001 : Pokémon : Celebi, la voix de la forêt : Miaouss
- 2002 : Les Héros Pokémon : Miaouss
- 2004 : Yu-Gi-Oh!, le film : La Pyramide de Lumière : Seto Kaiba
- 2004 : Pokémon : La Destinée de Deoxys : Miaouss
- 2009 : Monstres contre Aliens : Cuthbert[n 2]
- 2016 : Sausage Party : M. Grits
- 2016[n 3] : Yu-Gi-Oh! The Dark Side of Dimensions : Seto Kaiba
- 2017 : Animal Crackers : Owen Huntington[n 2]
- 2018 : Nouvelle Génération : 7723[n 2]
- 2019[n 4] : Code Geass: Lelouch of the Re;surrection : Qujappat
- 2021 : Justice Society: World War II : Hawkman
- 2021 : Mortal Kombat Legends: Battle of the Realms : Smoke et Stryker
- 2021 : Louise et la Légende du serpent à plumes : le père (court métrage)
- 2023 : Le Grand Magasin : M. Paon

### Télévision

#### Téléfilms
- 2013 : Mary et Martha : Deux mères courage : Peter (Frank Grillo)
- 2013 : Trafic de bébés : Vikram (Cas Anvar)
- 2015 : Main basse sur Pepys Road : Shahid (Danny Ashok)
- 2017 : Un terrible secret : David (Steven Krueger)
- 2017 : L'admirateur secret de Noël : James (Jordan Ninkovich)
- 2019 : Un Noël magique à Rome : Tomasso Toffino (Simone Spinazze)
- 2020 : Un fabuleux coup de foudre pour Noël : Scott (Zahf Paroo)
- 2020 : Country at Heart : Carl Campbell (Zach Smadu)
- 2021 : Noël à la ferme : Miles (Nicholas Brown (en))
- 2022 : Ray Donovan: The Movie : Sean Walker, jeune (Chris Petrovski)
- 2022 : La Briseuse de mariage : Jordan (Matt Bowdren)
- 2024 : Le Silence des ânes (de) : ? ( ? )

#### Séries télévisées
- Michael Irby dans (12 séries) :
  - The Unit : Commando d'élite (2006-2009) : Charles Grey (68 épisodes)
  - Bones (2011) : l'employé du bowling (saison 6, épisode 23)
  - The Good Wife (2011) : Ricky Packer (saison 3, épisode 8)
  - The Finder (2012) : l'inspecteur Quiñones (épisode 11)
  - Wes et Travis (2012) : Jason (épisode 5)
  - Mentalist (2012) : Beltran (saison 5, épisode 4)
  - Person of Interest (2012) : Fermin Ordoñez (saison 2, épisode 9)
  - Elementary (2013) : Xande Diaz (saison 1, épisode 15)
  - Vegas (2013) : Eddie Bade (épisode 17)
  - The Glades (2013) : Steven Gomez / Stefan Szabo (saison 4, épisode 7)
  - Rizzoli and Isles (2015) : l'inspecteur Oscar Acedo (saison 6, épisode 11)
  - Rosewood (2015) : l'agent Giordano (saison 1, épisode 6)

- Frank Grillo dans (10 séries) :
  - Blind Justice (2005) : l'inspecteur Marty Russo (13 épisodes)
  - Prison Break (2005-2006) : Nick Savrinn (18 épisodes)
  - Les Experts (2006) : Gary Sinclair (saison 7, épisode 8)
  - FBI : Portés disparus (2007) : Neil Rawlings (saison 5, épisode 12)
  - Las Vegas (2007) : Jeremy Shapiro (saison 4, épisode 14)
  - Kill Point : Dans la ligne de mire (2007) : Albert « Pig » Roman (mini-série)
  - Les Experts : Manhattan (2007) : Jimmie Davis (saison 4, épisode 10)
  - New York, unité spéciale (2009) : Mark Van Kuren (saison 10, épisode 14)
  - The Gates (2010) : Nick Monohan (13 épisodes)
  - Tulsa King (2024) : Bill Bevilaqua (saison 2)

- Dylan Bruno dans (8 séries) :
  - Numb3rs (2005-2010) : Colby Granger (93 épisodes)
  - Dead Zone (2006) : Felps / Massey (saison 5, épisode 2)
  - NCIS : Enquêtes spéciales (2010) : Jason Paul Dean (saison 7, épisodes 23 et 24)
  - Bones (2010) : Trevor Bartlett (saison 6, épisode 1)
  - Mentalist (2011) : Dean Puttock (saison 3, épisode 15)
  - Grey's Anatomy (2011-2012) : Griffin Lewis (saison 8, épisodes 9 et 10)
  - Marvel : Les Agents du SHIELD (2014) : Rooster (saison 1, épisode 15)
  - Rizzoli and Isles (2016) : Bryce (saison 6, épisode 17)

- Patrick Sabongui (en) dans (7 séries) :
  - Flash (2014-2023) : le capitaine David Singh (en) (46 épisodes)
  - Homeland (2016-2017) : Reda Hashem (saison 6)
  - Arrow (2017-2019) : le capitaine David Singh (3 épisodes)
  - Taken (2017) : Ismat Zahad (saison 1, épisode 3)
  - Supergirl (2017) : le capitaine David Singh (saison 3, épisode 8)
  - Good Doctor (2018) : Russ Milman (saison 1, épisode 17)
  - Virgin River (2021) : Todd Masry (saison 3)

- Tony Hale dans (6 séries) :
  - Chuck (2008-2010) : Emmett Milbarge (13 épisodes)
  - United States of Tara (2009) : Orel Gershinson (saison 1, épisode 2)
  - New York, police judiciaire (2010) : Phillip Shoemaker (saison 20, épisode 18)
  - Justified (2010) : David Mortimer (saison 1, épisode 6)
  - New York, unité spéciale (2012) : Rick Simms (saison 13, épisode 21)
  - Le Décaméron (2024) : Sirisco (mini-série)

- Deniz Akdeniz dans (5 séries) :
  - Graceland (2014) : l'agent Wayne « Bates » Zelanski (saison 2)
  - Code Black (2016) : Manny Petrosian (saison 1, épisode 14)
  - Once Upon a Time (2016-2017) : Aladdin (saison 6)
  - Siren (2020) : Robb Wellens (saison 3)
  - The Cleaning Lady (en) (2022) : Tarik Bersamian (saison 1, épisodes 1 et 3)

- Mido Hamada (en) dans (4 séries) :
  - 24 Heures chrono (2010) : Samir Mehran (saison 8)
  - Terra Nova (2011) : Guzman (épisodes 1 et 2)
  - Hawaii 5-0 (2014) : Amir Khan (saison 4, épisode 21)
  - Emerald City (2017) : Eamonn (9 épisodes)

- Omar Metwally dans (4 séries) :
  - La Loi selon Harry (2011-2012) : Hayden Kildare (saison 2)
  - Mr. Robot (2016-2017) : l'agent Santiago (13 épisodes)
  - Treadstone (2019) : Matt Edwards (10 épisodes)
  - Ramy (2020) : Bin Khalied (saison 2, épisode 4)

- Matt Long dans :
  - Jack et Bobby (2004-2005) : Jack McCallister (22 épisodes)
  - Mad Men (2010) : Joey Baird (saison 4)
  - Private Practice (2012-2013) : Dr James Peterson (saison 6)

- Raoul Bhaneja (en) dans :
  - Dresden, enquêtes parallèles (2007) : l'inspecteur Sid Kirmani (11 épisodes)
  - Flashpoint (2011) : Hank Gerald (saison 4, épisodes 12 et 18)
  - Beauty and the Beast (2016) : l'agent Murphy (saison 4, épisode 6)

- Ed Westwick dans :
  - Gossip Girl (2007-2012) : Chuck Bass (121 épisodes)
  - Californication (2009) : Balt (saison 3, épisode 2)
  - White Gold (2017-2019) : Vincent Swan (12 épisodes)

- Alexander Skarsgård dans :
  - True Blood (2008-2014) : Eric Northman (76 épisodes)
  - Big Little Lies (2017-2019) : Perry Wright (14 épisodes)
  - Murderbot (2025) : Murderbot

- Steven Krueger dans :
  - The Originals (2013-2018) : Joshua « Josh » Rosza (46 épisodes)
  - Good Trouble (2019) : Eli (saison 1, épisode 7)
  - Yellowjackets (depuis 2021) : Ben Scott

- Terry Chen dans :
  - House of Cards (2014) : Xander Feng (5 épisodes)
  - Motive (2015) : Ken Leung (saison 3, épisode 11)
  - The Murders (en) (2019) : le sergent Bill Chen (8 épisodes)

- JR Lemon (en) dans :
  - Night Shift (2014-2017) : l'infirmier Kenny Fournette (45 épisodes)
  - Black Lightning (2021) : Donald (saison 4, épisode 7)
  - New York, crime organisé (2023) : le capitaine-adjoint Ray Thurman (saison 3)

- Rene Rosado dans :
  - Major Crimes (2015-2018) : Gustavo « Gus » Wallace (30 épisodes)
  - Code Black (2016) : Julio Nortes (saison 2, épisode 3)
  - Training Day (2017) : Evan Corolla (épisode 6)

- Utkarsh Ambudkar dans :
  - Mes premières fois (2021-2023) : Manish Kulkarni (9 épisodes)
  - The Dropout (2022) : Rakesh Dewan (mini-série)
  - La Meneuse (2025) : Malkeet Dasari

- Kyle Schmid dans :
  - Beautiful People (2005) : Evan Frasier (saison 1)
  - Smallville (2008) : Sebastian Kane (saison 8, épisode 7)

- Ola Rapace dans :
  - Wallander : Enquêtes criminelles (2005-2006) : Stefan Lindman (13 épisodes)
  - The Last Kingdom (2018) : « Cheveux de Sang » (7 épisodes)

- D. L. Hughley dans :
  - Studio 60 (2006-2007) : Simon Stiles (22 épisodes)
  - Hawaii 5-0 (2010) : un détenu (saison 1, épisode 4)

- Panou (en) dans :
  - Flash Gordon (2007) : Nick Gilmore (4 épisodes)
  - La Menace Andromède (2008) : le lieutenant Lewis Crain (mini-série)

- Eric Winter dans :
  - Wildfire (2007) : R. J. Blake (5 épisodes)
  - Rizzoli and Isles (2013) : Brandon Thomas « B.T. » Sarron (saison 4, épisode 10)

- Alex Nesic (en) dans :
  - Dirty Sexy Money (2007 / 2009) : Kai (saison 1, épisode 10 et saison 2, épisode 10)
  - Eleventh Hour (2008) : Ellis Brockton (épisode 8)

- Kal Penn dans :
  - Dr House (2007-2012) : Dr Lawrence Kutner (37 épisodes)
  - Battle Creek (2015) : l'inspecteur Fontanelle White (13 épisodes)

- Stephen Lobo dans :
  - Fear Itself (2008) : John Amir (épisode 3)
  - Les Voyageurs du temps (2017-2018) : Wakefield (4 épisodes)

- David Noroña (en) dans :
  - Lipstick Jungle : Les Reines de Manhattan (2008-2009) : Selden Rose (18 épisodes)
  - The Defenders (2010) : Andrew Gomez (épisodes 6 et 10)

- Ryan O'Nan (en) dans :
  - Mercy Hospital (2010) : Craig Barrow (épisodes 11 à 13)
  - Big Sky (2021-2023) : Donno (28 épisodes)

- Pablo Schreiber dans :
  - A Gifted Man (2011-2012) : Anton Little Creek (16 épisodes)
  - Ironside (2013) : Virgil (9 épisodes)

- Tadhg Murphy dans :
  - Vikings (2013-2014) : Arne (8 épisodes)
  - Black Sails (2015) : Ned Low (saison 2)

- Anthony Ruivivar dans :
  - Banshee (2013-2015) : Alex Longshadow (18 épisodes)
  - Quantico (2015) : l'agent Jimenez (saison 1, épisode 1)

- Russell Tovey dans :
  - Looking (2014-2015) : Kevin Matheson (15 épisodes)
  - Mauvais suspect (en) (2025) : Brian Paddick

- Ennis Esmer dans :
  - Red Oaks (2014-2017) : Nash (25 épisodes)
  - Toi, moi et elle (2016-2020) : Dave Amari (36 épisodes)

- Ken Marino dans :
  - Wet Hot American Summer: First Day of Camp (2015) : Victor Pulak (mini-série)
  - Wet Hot American Summer: Ten Years Later (2017) : Victor Pulak (mini-série)

- Victor Rasuk dans : 
  - Colony (2016-2017) : BB (4 épisodes)
  - The Baker and the Beauty (en) (2020) : Daniel Garcia (9 épisodes)

- Omid Abtahi dans : 
  - American Gods (2017-2021) : Salim (21 épisodes)
  - The Mandalorian (depuis 2019) : Dr Pershing

- Karan Soni dans :
  - Brooklyn Nine-Nine (2019) : Gordon Lundt (saison 6, épisode 7)
  - Miracle Workers (2019-2023) : Sanjay / Lord Vexler (27 épisodes)

- Danny Ramirez dans :
  - On My Block (2018-2019) : Mario Martinez (4 épisodes)
  - Black Mirror (2023) : Hector (saison 6, épisode 4)

- Arian Moayed dans : 
  - Succession (2018-2023) : Stewy Hosseini (25 épisodes)
  - Miss Marvel (2022) : l'agent Cleary (mini-série)

- Alex Hassell dans :
  - Cowboy Bebop (2021) : Vicious (10 épisodes)
  - Everything Now (2023) : Rick
- Alerte Cobra : différents personnages
- 1999-2002 : BeastMaster, le dernier des survivants : Dar (Daniel Goddard) (66 épisodes)
- 2005 : Smallville : Kevin Grady (Jonathan Bennett) (saison 4, épisode 19)
- 2005 : Jonny Zéro : Random (Gregory James « GQ » Qaiyum (en)) (12 épisodes)
- 2005 : À la Maison-Blanche : Vic Faison (Ben Weber (en)) (3 épisodes)
- 2006 : The L Word : Josh Brecker (Paul Popowich) (saison 3, épisodes 5 et 7)
- 2006 : Miss Marple : Charles Burnaby (James Murray) (saison 2, épisode 4 : Le Mystère de Sittaford)
- 2006 : Monk : Karl Pillemer (Blake Silver) (saison 4, épisode 16)
- 2006-2007 : Makaha Surf : Marcus Watson (Marcus Patrick (en)) (11 épisodes)
- 2006-2009 : Hannah Montana : M. Corelli (Greg Baker) (8 épisodes)
- 2006-2011 : Friday Night Lights : Tim Riggins (Taylor Kitsch) (68 épisodes)
- 2008 : Underbelly : M. T (Alex Dimitriades) (saison 1)
- 2008 : ReGenesis : Rico (Rafael Petardi (en)) (saison 4, épisodes 1 et 2)
- 2008 : The Passion (en) : Joseph D'Arimathie (David Oyelowo) (mini-série)
- 2008 : The Cleaner : Gaza (Mark Ivanir) (saison 1, épisodes 3 et 12)
- 2008 : FBI : Portés disparus : Malcolm Reyner (Phillip James Griffiths) (saison 6, épisode 12)
- 2008 : Fear Itself : Diego (Stephen Martines (en)) (épisode 1) et Alan (Tom Lim) (épisode 4)
- 2008-2009 : Kath & Kim (en) : Derrick (Jay Phillips) (6 épisodes)
- 2008-2010 : Physique ou Chimie : Rock Madroña Castro (Bart Santana) (56 épisodes)
- 2008 / 2022-2023 : Esprits criminels : Détective Steve Berry (Brad Beyer) (saison 3, épisode 18), Robert C. Parker (Gabriel Olds (en)) (saison 4, épisode 9) et Doug Bailey, le directeur-adjoint (Nicholas D'Agosto) (saison 16)
- 2009 : Three Rivers : Scott Becker (Shiloh Fernandez) (3 épisodes)
- 2009-2010 : NCIS : Los Angeles : l'agent spécial Dominic Vaile (Adam Jamal Craig) (saison 1)
- 2009-2012 : Les Arnaqueurs VIP : Sean Kennedy (Matt Di Angelo (en)) (24 épisodes)
- 2010 : The Pacific : Bill « Hoosier » Smith (Jacob Pitts) (mini-série)
- 2010 : Royal Pains : Dr Avila (Al Espinosa) (saison 2, épisode 4)
- 2010 : The Whole Truth : Adika B. (Rodney To) (épisode 2)
- 2011 : Enlightened : Damon Manning (Charles Esten) (saison 1)
- 2011 : Grimm : Barry Rabe (Parker Bagley) (saison 1, épisode 2)
- 2011 : Burn Notice : Brad Ramsey (Andy Davoli) (saison 5, épisode 5)
- 2011 : Esprits criminels : Greg Phinney (Chad Todhunter) (saison 6, épisode 21) et Travis James (Alex Weed (en)) (saison 7, épisode 7)
- 2011-2012 : Damages : Chris Sanchez (Chris Messina) (16 épisodes)
- 2011-2013 : Rex, chien flic : Davide Rivera (Ettore Bassi) (22 épisodes)
- 2011 / 2014 : Borgia : Shahzadeh Djem (Nicolás Belmonte) (saison 1) et Giulio d'Este (en) (Ferdinand Kingsley) (saison 3)
- 2011-2014 : Hawaii 5-0 : Charlie Fong (Brian Yang) (30 épisodes)
- 2011-2015 : Parks and Recreation : Dennis Feinstein (Jason Mantzoukas) (4 épisodes)
- 2012 : Hollywood Heights : Osbourne Silver (James Franco) (6 épisodes)
- 2012-2013 : Bones : l'ambulancier (Kurt Caceres (en)) (saison 7, épisode 10 et saison 8, épisode 8), Jocco Kent (Hal Ozsan) (saison 7, épisode 12) et Kendrick Mann (Dmitry Chaplin (en)) (saison 8, épisode 10)
- 2012-2013 : The Walking Dead : Milton Mamet (en) (Dallas Roberts) (10 épisodes)
- 2012-2013 : Magic City : Sol Drucker (John Manzelli) (6 épisodes)
- 2012-2017 : Girls : Elijah Krantz (Andrew Rannells) (35 épisodes)
- 2012-2018 : Scandal : Huck  (Guillermo Díaz) (124 épisodes)
- 2013 : Californication : Atticus Fetch (Tim Minchin) (saison 6)
- 2013-2014 : The Good Wife : Anthony Wright Edelman (Bhavesh Patel (en)) (saison 5)
- 2014 : The Honourable Woman : Magdi Muraji (George Georgiou) (mini-série)
- 2014-2016 : Tyrant : Fauzi Nadal (Fares Fares) (19 épisodes)
- 2014-2017 : Marvel : Les Agents du SHIELD : Lance Hunter (Nick Blood) (36 épisodes)
- 2015 : Defiance : Samir Pandey (Raymond Ablack) (saison 3)
- 2015 : Empire : Puma (Cuba Gooding Jr.) (saison 1, épisode 3)
- 2015 : iZombie : Fred (Brad Dryborough) (saison 1, épisode 6)
- 2015 : Minority Report : Arthur (Nick Zano) (mini-série)
- 2015 : Dig : l'inspecteur Golan Cohen (Ori Pfeffer (en)) (mini-série)
- 2015 : The Messengers : Leland Schiller (Sam Littlefield) (9 épisodes)
- 2015-2016 : Wayward Pines : Adam Hassler (Tim Griffin) (9 épisodes)
- 2015-2018 : Sense8 : Rajan Rasal (Purab Kohli (en)) (18 épisodes)
- 2015-2022 : Better Call Saul : Ignacio « Nacho » Varga (en) (Michael Mando) (59 épisodes)
- 2016 : Scream Queens : Dr Cassidy Cascade (Taylor Lautner) (saison 2)
- 2016 : Slasher : Justin Faysal (Mark Ghanimé) (saison 1, épisodes 1 à 3)
- 2016 : Quarry : Buddy (Damon Herriman) (8 épisodes)
- 2016 : Madoff, l'arnaque du siècle : Andrew Madoff (Danny Deferrari) (mini-série)
- 2016 : The Catch : Vincent Singh (Vik Sahay) (saison 1, épisode 7)
- 2016-2018 : Madam Secretary : le prince Asim (Nuah Ozryel) (4 épisodes)
- 2016-2019 : Crazy Ex-Girlfriend : George (Danny Jolles) (19 épisodes)
- 2017 : Vikings : Ziyadat Allah (Kal Naga) (saison 5, épisodes 5 et 6)
- 2017 : Ozark : Garcia (Joseph Melendez) (saison 1, épisodes 7 à 10)
- 2017-2018 : Six : Armin « Fishbait » Khan (Jaylen Moore) (18 épisodes)
- 2018 : Stockholm Requiem : Peder Rydh (Alexej Manvelov) (10 épisodes)
- 2018 : Cameron Black : L'Illusionniste : Jordan Kwon (Justin Chon) (13 épisodes)
- 2018 : Bad Blood : Christian Langana (Johnny Falcone) (7 épisodes)
- 2018 : Les Médicis : Maîtres de Florence : Andrea Foscari (Maurizio Lombardi) (saison 2)
- 2018-2019 : The Affair : Ben Cruz (Ramón Rodríguez) (6 épisodes)
- 2018-2020 : Black Lightning : Kwame Parker (Eric C. Lynch) (saison 2) et Dr Matthew Blair (Brandon Hirsch) (saison 3)
- 2018-2020 : Permis de vivre : Mario Mendoza (Álex González) (23 épisodes)
- 2018-2020 : Vida : Nelson Herrera (Luis Bordonada) (6 épisodes)
- 2019 : Criminal : Allemagne (en) : Yilmaz Yussef (Deniz Arora) (mini-série)
- 2019 : Apache: La Vie de Carlos Tévez (es) : Tivi (Diego Gallardo) (7 épisodes)
- 2019 : Soundtrack : Troy (Robbie Fairchild (en)) (4 épisodes)
- 2019 : Dark Crystal : Le Temps de la résistance : Gurjin (Harris Dickinson) (voix)
- 2019 : It's Bruno! (en) : Mario (Joseph Perrino (en)) (3 épisodes)
- 2019 : Emergence : Chase Knolls (Ignacio Serricchio) (3 épisodes)
- 2019 : Jett (en) : Bennie (Christopher Backus (en)) (9 épisodes)
- 2019 : The Loudest Voice : James Murdoch (Josh Helman) (mini-série)
- 2019-2021 : The Outpost : Zed (Reece Ritchie) (34 épisodes)
- 2019-2023 : Warrior : Li Yong (Joe Taslim (en)) (30 épisodes)
- 2019-2024 : What We Do in the Shadows : Nandor l'Inflexible (Kayvan Novak) (61 épisodes)
- 2020 : The School Nurse Files : Mckenzie (Teo Yoo) (épisode 3)
- 2020 : Little Birds : Adham Abaza (Raphael Acloque) (6 épisodes)
- 2020 : La Disparition de Soledad : Ricardo (Álex Quiroga) (6 épisodes)
- 2020 : Just Add Magic : Mystery City : Nick Sellitti (Matt Dellapina)
- 2020-2021 : Valeria : Sergio (Aitor Luna (en)) (9 épisodes)
- 2020-2023 : Dave : Dave Burd[n 5] (Dave « Lil Dicky » Burd) (30 épisodes)
- 2020-2025 : No Man's Land : Nasser Al-Shammri (James Krishna Floyd) (16 épisodes)
- depuis 2020 : Industry : Rishi Ramdani (Sagar Radia)
- 2021 : Et si c'était mon fils ? (en) : Jason (Jonas Armstrong) (mini-série)
- 2021 : The One : Nick Gedny (Gregg Chillin) (7 épisodes)
- 2021 : The Morning Show : Eric Nomani (Hasan Minhaj) (saison 2)
- 2021-2024 : La Brea : Scott Israni (Rohan Mirchandaney) (30 épisodes)
- 2022 : Chosen (en) : Hussein (Shahbaz Sarwar) (épisode 1)
- 2022 : Vikings: Valhalla : le seigneur Sigeferth (Stephen Hogan (en)) (saison 1, épisode 7)
- 2022 : Suspicion : Aadesh Chopra (Kunal Nayyar) (8 épisodes)
- 2022 : La Défense Lincoln : Jeff Golantz (Michael Graziadei) (saison 1)
- 2022 : Resident Evil : Arjun Batra (Ahad Raza Mir (en))
- 2022 : Four More Shots Please! (en) : ? (?)
- 2022 : Le Goût de vivre : Giancarlo Caldesi (Giacomo Gianniotti) (mini-série)
- 2022 : Sombre Désir : Iñigo Lazcano (Arturo Barba) (saison 2)
- 2022-2023 : The Crown : Dodi Al-Fayed (Khalid Abdalla) (7 épisodes)
- 2022-2023 : Our Flag Means Death : Roach (Samba Schutte (en)) (17 épisodes)
- 2023 : The Exchange : Waleed (Kamran Nikhad)
- 2023 : Full Circle : Garmen Harry (Paul Sharma) (mini-série)
- 2023 : Le Pouvoir : ? (?) (saison 1, épisodes 8 et 9)
- 2023 : One Piece : Klahadoll / Kuro le Machiavélique (Alexander Maniatis (es))
- 2023 : Hasta el cielo : La série (es) : Poteau [Qui ?]
- 2023 : Mrs. Davis (en) : Jay (Andy McQueen (en)) (mini-série)
- depuis 2023 : La Diplomate : Austin Dennison (David Gyasi)
- depuis 2023 : The Witcher : Vilgefortz de Roggeveen (Mahesh Jadu (en)) (2e voix)
- 2024 : Les Expatriées : Clarke Woo (Brian Tee) (mini-série)
- 2024 : Ripley : Dickie Greenleaf (Johnny Flynn) (mini-série)
- 2024 : Dead Boy Detectives : Kashi (Cheech Manohar)
- 2024 : Heeramandi : Les Diamants de la cour : Qureshi [Qui ?]
- 2024 : Eric : Bruno Di Bari (Gerard Monaco (en)) (mini-série)
- 2024 : Nautilus : Aadesh (Abhilash Kaimal)
- 2024 : Monstres : L'Histoire de Lyle et Erik Menéndez : Carlos Baralt (Enrique Murciano) (mini-série)
- 2024 : English Teacher : Daniel (Jimmy Fowlie (en))
- 2024 : The Day of the Jackal : Cenk (Philip Arditti (en)) (saison 1, épisode 8)
- 2024 : Docteur Odyssey : Bennet (Kevin Zegers) (saison 1, épisode 6)
- 2024 : Territory (en) : Nolan Brannock (Clarence Ryan (en))
- 2025 : Andor : Felzonis (Ragevan Vasan) (2e voix, saison 2, épisode 9)

#### Séries d'animation
(juillet 2023).
- 1997 : Samba et Leuk le lièvre : Samba
- 1997-2005 : Pokémon : Miaouss (1re voix, saisons 1 à 8) , Samouraï (saison 1, épisode 4 : Le Défi du samouraï)
- 2000-2003 : X-Men: Evolution : David Haller / Legion
- 2000-2004 : Yu-Gi-Oh! : Seto Kaiba, Insector Haga, Prêtre Seto
- 2001-2017 : Mes parrains sont magiques : Cosmo (1re voix, saison 1 à l'épisode 11 de la saison 5), Merlin, M. Bickles (3e voix), Joyeux, Mark Chang (saison 10), Chet Ubetcha (saison 10)
- 2002-2003 : Clone High : le majordome du principal
- 2002-2003 : Mega Man NT Warrior : Protoman, Glyde, Elecman[9]
- 2003 : Astro Boy 2003 : Zedo (épisode 22)
- 2004-2008 : Yu-Gi-Oh! GX : Seto Kaiba
- 2006-2007 : Death Note : Reiji Namikawa
- Spider-Man, l'homme-araignée : Super-Bouffon (3e voix)
- Hamtaro : Meemee / prince Hamouha
- Star Wars: The Clone Wars : le Fils (saison 3)
- Wakfu : Tendynite (saison 2)
- LoliRock : Mephisto et voix secondaires
- Saiyuki : Genjo Sanzō
- Détective Conan : Kid Cat Burglar
- Zip Zip : M. Livingstone
- Anatole Latuile
- Levius : Dr Clown
- 2012-2013 : Le Petit Prince : Écume
- 2014-2019 : Les Lapins Crétins : Invasion : le sculpteur, voix additionnelles (saisons 2 à 4)
- 2019-2024 : Beastars : Kolo, Sanou et Sunaga
- 2020 : Ollie et le Monstrosac : voix additionnelles
- depuis 2020[n 6] : The Misfit of Demon King Academy : Anos Voldigoad
- 2021-2022 : Ranking of Kings : Despa
- 2021-2022 : Le Monde de Karma (en) : M. Singal
- 2022 : Chainsaw Man : Galgali
- 2022 : Détective Conan : Apprenti Criminel : Kaito Kid
- 2023 : Vinland Saga : Ulf (doublage Netflix)
- 2023 : The Ancient Magus Bride : Narcisse
- 2023 : Ranking of Kings : Le Trésor du courage : Despa
- 2023 : Invincible : voix additionnelles
- 2023 : Captain Laserhawk: A Blood Dragon Remix : Bullfrog
- 2023-2024 : Oshi no ko : Kengo Morimoto
- 2024 : Rising Impact : Kai Tōdōin

### Jeux vidéo
- 2004 : Yu-Gi-Oh! Power of Chaos: Kaiba the Revenge : Seto Kaiba
- 2005 : Saint Seiya : Le Sanctuaire (PS2) : Shun, Shaka, Sho du Toucan[10]
- 2009 : Assassin's Creed II : Vieri De' Pazzi et voix additionnelles
- 2010 : Transformers : La Guerre pour Cybertron : Bumblebee
- 2010 : Assassin's Creed Brotherhood : voix additionnelles
- 2011 : The Elder Scrolls V: Skyrim : Hadvar
- 2011 : Transformers 3 : La Face cachée de la Lune : voix additionnelles
- 2012 : Resident Evil: Revelations : Keith Lumley
- 2012 : Spec Ops: The Line : le sergent John Lugo
- 2012 : Borderlands 2 : Axton
- 2012 : Resident Evil 6 : Jake Muller
- 2012 : Guild Wars 2 : voix additionnelles
- 2012 : Transformers: Prime - The Game : Jack
- 2012 : Far Cry 3 : ? (multijoueur)
- 2013 : Call of Duty: Ghosts : David « Hesh » Walker
- 2014 : Watch Dogs : voix additionnelles
- 2015 : The Order 1886 : voix additionnelles
- 2015 : Assassin's Creed Syndicate : voix additionnelles
- 2015 : Rise of the Tomb Raider : voix additionnelles
- 2015 : Star Wars Battlefront : voix additionnelles
- 2016 : Watch Dogs 2 : Dusan Nemek et voix additionnelles
- 2016 : Final Fantasy XV : voix additionnelles
- 2017 : Tom Clancy's Ghost Recon Wildlands : Pac Katari
- 2017 : Horizon Zero Dawn : voix additionnelles
- 2017 : Lego Marvel Super Heroes 2 : voix additionnelles
- 2017 : Assassin's Creed Origins : voix additionnelles
- 2018 : Detroit: Become Human : Simon
- 2018 : Spider-Man : voix additionnelles
- 2019 : Marvel: Dimension of Heroes : Loki
- 2020 : Final Fantasy VII Remake : voix additionnelles
- 2020 : Marvel's Avengers : Justin Hammer
- 2020 : Assassin's Creed Valhalla : Hytham
- 2021 : Life Is Strange: True Colors : Mac
- 2021 : Far Cry 6 : Bembé Alvarez
- 2022 : Mario + The Lapins Crétins: Sparks of Hope : Professeur Krapahut
- 2023 : Cyberpunk 2077 : Phantom Liberty : ?
- 2023 : Tintin Reporter : Les Cigares du pharaon : Nadim Hafeez, le serveur de l'M.S. Epomed et voix additionnelles
- 2024 : Star Wars Outlaws : des Melitto, voix additionnelles

## Voix-off

### Émissions
- Ink Master